# ویندینگ، شهر روسکلید
ویندینگ (به دانمارکی: Vindinge) یک منطقهٔ مسکونی در دانمارک است که در شهرداری روسکلید واقع شده‌است. ویندینگ ۲٬۱۸۹ نفر جمعیت دارد.